# CH2M HILL
CH2M HILL — американская инженерно-строительная компания, консультирование, проектирование, строительство, обслуживание, управление проектами в области строительства. Штаб-квартира расположена в Инглвуде, штат Колорадо. На декабрь 2011 года в компании работало около 30 000 сотрудников. Выручка за 2011 — $5555 млн. Компания находится в собственности сотрудников.

## История
Компания была основана в 1946 году в г. Корваллис (англ. Corvallis) штат Орегон профессором, преподававшим гражданское строительство, Фредом Меррифилдом (англ. Fred Merryfield) и тремя его студентами: Холли Корнелл (англ. Holly Cornell), Джммом Хоулендом (англ. Jim Howland) и Т. Берком Хайсом (англ. T. Burke Hayes). Название компании сформировано из первых букв фамилий основателей, Хоуленд и Хайс дали «H2». Корнелл, Холанд и Хайс были выпускниками Орегонского университета.
К 1950 году в компании работало несколько небольших профессиональных групп, охватывавших разные сферы проектирования и строительства. Было выполнено несколько больших проектов: Kingsley Field, American River Project (совместно с Clair Hill). В этом же году компания открыла второй офис в Бойсе, Айдахо.
К 1951 года в компании работал 41 сотрудник и 6 партнеров.
В 1953 году CH2M HILL выполнила свой 500 проект. Самым крупным проектом в этом году стала водоочистная станция в Ричмонде, штат Вашингтон, заказчик — Комиссии по атомной энергии. На станции были использованы новые принципы контроля и высококлассная система фильтрации. Инновации и творческий подход стали фирменным стилем CH2M.
1958 год — был осуществлен первый проект на Аляске — изучение водных ресурсов.
1960—1969 — за десять лет компания выросла до 310 сотрудников, число офисов увеличилось от двух до пяти (были открыты офисы в Сиэтле и Портленде). Был завершен очень важный проект по постройке завода третичной очистки воды на озере Тахо, который вывел компанию в лидеры отрасли в стране. Несколько крупнейших проектов этого десятилетия были выполнены в Сиэтле. В том числе, раздельная ливневая канализация в Сиэтле и завод Boeing 747.
1970—1979 — было проведено слияние с фирмой Clair A. Hill and Associates из Реддинга, Калифорния и к названию компании было добавлено слово «HILL». Был заключен контракт с Советом по Водоснабжению Денвера на предварительное изучение возможности повторного использования воды. Был начат крупный зарубежный проект — расширение системы водоснабжения, заказчиком выступило правительство Тринидада.
В этом десятилетии был начат проект на $ 1,7 млрд по предотвращению загрязнения сточных вод в графстве Милуоки. Были разработаны современные водоочистные заводы для Денвера. Кроме этого, компания разработала проект зерновых элеваторов для Пакистана. Был начат трехлетний проект для управления городского планирования Даммама, Саудовская Аравия.
За этот период валовый доход компании увеличился с $7 млн до $95 млн. Число сотрудников увеличилось до 1800, число офисов до 31.
1980—1989 — в это десятилетие компания продолжила расширение за пределы США. Валовый доход превысил $100 млн, а число штатных сотрудников — 2000 человек. До 1980 года головной офис компании находился в Орегоне, затем было решено перенести его в центр страны в Денвер, Колорадо.
1990—1999 — была проведена реорганизация компании. На конец 1998 года в компании работало 7000 человек, валовый доход — $1,2 млрд. К концу 1999 года была подготовлена расширенная кампания совладения компанией. С января 2000 года любой штатный американский сотрудник CH2M HILL мог стать держателем акций и совладельцем компании. В программе принимали участие только американские сотрудники из-за юридических препятствий, существующих в других странах. Зарубежным сотрудникам был выдан бонус, эквивалентный стоимости акций.
2000 −2007 — к концу 2007 года валовый доход увеличился до $4,4 млрд, число сотрудников — до 24000, цена за акцию составила $30,32 .

### Значимые проекты

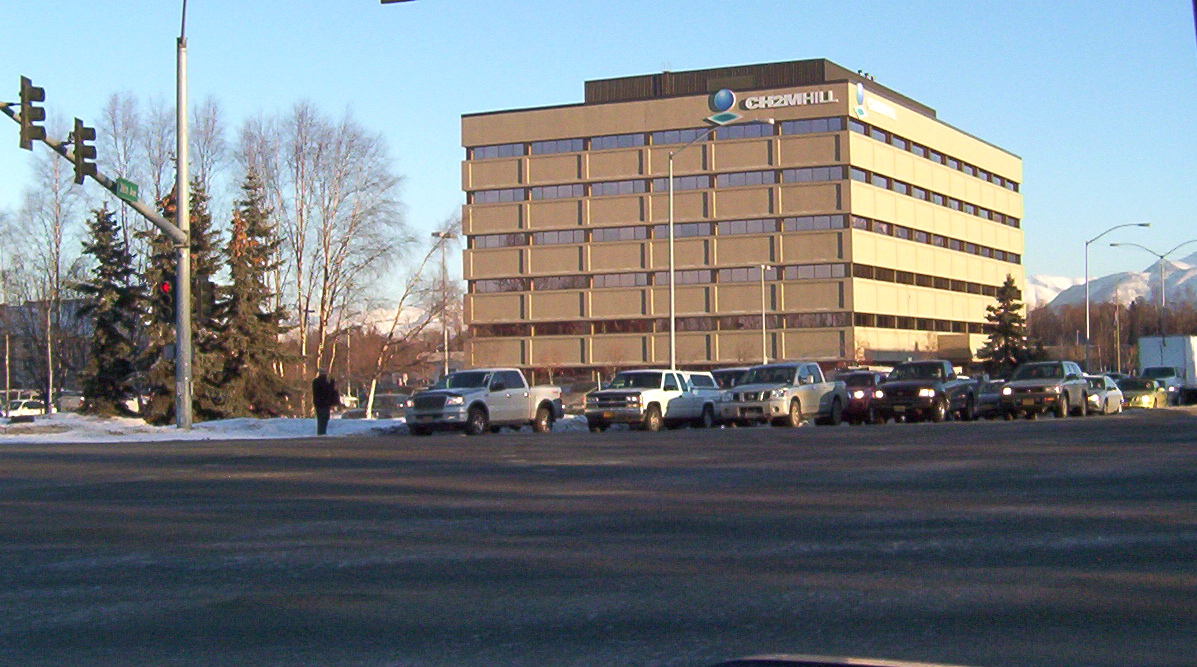
Офис компании на Аляске

CH2M HIll разработала и применяет свой собственный метод управления проектами - CH2M HILL Project Delivery System.
В качестве специалистов по управлению проектами, компания участвовала в нескольких крупных сложных проектах в разных странах мира. Так, в 2005 году совместное предприятие Kaiser-HIL закрыло и законсервировало ядерный объект, на котором производили плутоний для ядерных боеголовок, в Роки Флэтс, Колорадо.
В Сингапуре совместное предприятие CH2M HILL помогло заменить всю канализационную инфраструктуру страны.
CH2M HILL принимала участие в устранении последствий урагана Катрина.
Среди других крупных проектов газовая электростанция в Австралии (совместно с General Electric) - $660 млн и $11-ти миллионный проект по передислокации американских военных баз в Корее.
В августе 2007 года Администрация Панамского канала выбрала CH2M HILL для управления проектом по расширению Панамского канала стоимостью $5,25 млрд .

## Компания сегодня
По итогам 2012 года CH2M HILL заняла следующие места в рейтингах Engineering News-Record:
- Топ-100 проектных фирм — 10 место;
- Топ 400 подрядчиков — 58;
- Топ 500 дизайнерских бюро — от 1 до 20 места в зависимости от номинации [12].

### Корпоративная культура
Текучесть кадров — 8 %, количество резюме на вакансию — 125 475, зарплата инженера — $93,358 в год. Сотрудники могут пользоваться услугами корпоративного фитнес-центра, компания практикует удаленную работу и работу по сокращенной рабочей неделе. Проводит политику устранения дискриминации, в том числе и в отношении лиц нетрадиционной сексуальной ориентации.
Для всех сотрудников компании действует общее руководство — «Маленькая жёлтая книга», написанная одним из основателей — Джимом Хоулендом. Философия компании — «действуй как собственник», то есть помни об интересах компании и её сотрудников, принимая решения.
Для корпоративной культуры компании характерен активный обмен опытом и знаниями внутри организации, что позволяет собирать эффективные кросс-функциональные команды для работы над конкретным проектом.

### Признание, награды
В 2013 году CH2M HILL в шестой раз вошла в рейтинг 100 лучших работодателей США.
В октябре 2009 года канадское подразделение компании CH2M HILL Canada Ltd. вошло в список 100 лучших работодателей Канады, составленный Mediacorp Canada Inc, а также было названо газетой Toronto Star одним из лучших работодателей Торонто.
В 2009 году CH2M HILL стала первой компанией традиционно мужской отрасли, получившей награду Catalyst за поддержку и продвижение женщин в компании.
Институт Ethisphere Institute пять лет подряд (2009—2013) выбирал CH2M HILL одной из самых этичных компаний мира.
В мае 2012 года CH2M HILL получила титул «Водяная компания года».

## Основные конкуренты
- Fluor
- KBR
- Peter Kiewit Sons
- Jacobs Engineering Group
- URS[20]